# ニプロパッチ
ニプロパッチ株式会社はかつて存在した医薬品の製造・販売会社。ニプロファーマの子会社であった。

## 概要
当社は設立当初からパップ剤の製造を中心に手がけており、1966年には第一製薬との一手契約販売を締結すると共に、第一製薬の代表製品である「パテックス」の製造を行うようになる。翌年には第一製薬の資本参加を受け、グループに入る。1988年には同社の発毛促進薬「カロヤン」シリーズの生産も行うようなり、医薬品の製造会社として発展する。
また、2001年からは海外へのパップ剤の輸出を行っており、イタリアや中国で発売するパップ剤の製造も手がけるようになる。
2007年には親会社の第一製薬が三共と合併し、第一三共となった後も傘下で事業を行ってきたが、同社のグループ再編に伴い、同じ医薬品メーカーのニプロへ全株式を譲渡。翌年に商号変更を行った。なお「パテックス」や「カロヤン」の一部製品の製造は現在も継続しており、譲渡後も「パテックス」シリーズの新製品の製造を手がけるなど、友好な関係は続いている。
2012年の株式交換により、親会社がニプロファーマに変更。2017年4月に親会社のニプロファーマへ吸収合併され解散した。

## 沿革
- 1963年（昭和38年）2月15日 - 「シンセン薬業株式会社」発足、パップ剤の製造開始。
- 1967年（昭和42年） - 「渡辺薬品工業株式会社」に社名変更。
- 1969年（昭和44年） - 「パテックス」の製造開始、「第一製薬株式会社」と一手販売契約を締結。
- 1970年（昭和45年） - 第一製薬株式会社の資本参加を受ける。
- 1991年（平成3年） - 「埼玉第一製薬株式会社」に社名変更。「カロヤン」シリーズの製造を移管。
- 2001年（平成13年） - イタリアにパップ剤を輸出。
- 2005年（平成17年） - 中国へパップ剤を輸出。
- 2007年
  - 4月1日 - 親会社の第一製薬株式会社が企業合併により「第一三共株式会社」となる。
  - 5月1日 - グループ再編に伴い、当社全株式を「ニプロ株式会社」へ譲渡。
- 2008年（平成20年）7月1日 - 「ニプロパッチ株式会社」に社名変更。
- 2012年（平成24年）4月1日 - 当社の親会社がニプロファーマ株式会社に変更。
- 2013年（平成25年）10月1日 - 研究開発事業をニプロ株式会社へ譲渡（ニプロ株式会社の「医薬品研究所 埼玉サイト」に改称）。
- 2017年（平成29年）4月1日 - 親会社の「ニプロファーマ株式会社」へ吸収合併され解散。

## 製造品目

### 一般用医薬品
国内の一般用医薬品は全て第一三共ヘルスケアから発売されている。
発毛促進薬
- カロヤンプログレEX O【第3類医薬品】
- カロヤンプログレEX D【第3類医薬品】
- カロヤンプログレO【第3類医薬品】
- カロヤンプログレD【第3類医薬品】
- カロヤンプログレGL【第3類医薬品】
- NFカロヤンガッシュ【第3類医薬品】
- カロヤンアポジカΣ【第3類医薬品】
- カロヤンS【第2類医薬品】

外用鎮痛消炎薬
- パテックスうすぴたシップ【第3類医薬品】

海外向け製品
- ドロレラックス
- 必艾得

### 医療用医薬品
- 第一三共販売製品
  - テラジアパスタ5%（スルファジアシン軟膏）
  - アリメジンシロップ0.05%（アリメマジン酒石酸塩シロップ）
  - アプシードシロップ5%（スルファジメトキシンシロップ）
  - トランサミンシロップ5%（トラネキサム酸シロップ）
  - ウイントマイロンシロップ5%（ナリジクス酸シロップ）
  - フロジン外用液5%（カルプロニウム塩化物外用液）
- 第一三共エスファ販売製品
  - ミルタックスパップ30mg（ケトプロフェンパップ剤）
- マルホ販売製品
  - ファルジーテープ35mg/70mg（フェルビナク貼付剤）
  - アクトシン軟膏3%（ブクラデシンナトリウム軟膏）
- ニプロファーマ販売製品
  - ファルジーテープ35mg/70mg（フェルビナク貼付剤）
  - ジクロフェナクナトリウムテープ15mg「NP」/30mg「NP」（ジクロフェナクナトリウム貼付剤）
  - フェルビナクパップ70mg「NP」（フェルビナク貼付剤）
  - ロキソプロフェンNaテープ50mg「NP」/100mg「NP」（ロキソプロフェンナトリウム貼付剤）
  - ロキソプロフェンNaパップ100mg「NP」（ロキソプロフェンナトリウム貼付剤）
  - ロキソプロフェンNaゲル1%「NP」（ロキソプロフェンナトリウムゲル剤）
- エルメッドエーザイ販売製品
  - ツロブテロールテープ0.5「EMEC」/1「EMEC」/2「EMEC」（ツロブテロール貼付剤）